# Bronnîkî, Șepetivka
Bronnîkî (în ucraineană Бронники) este un sat în comuna Horodneavka din raionul Șepetivka, regiunea Hmelnîțkîi, Ucraina.

## Demografie
Componența lingvistică a localității Bronnîkî
     Ucraineană (99,33%)
     Alte limbi (0,67%)
Conform recensământului din 2001, majoritatea populației localității Bronnîkî era vorbitoare de ucraineană (99,33%), existând în minoritate și vorbitori de alte limbi.